# Gustavo Sánchez López
Gustavo Sánchez López (Pilar de la Horadada, Alicante, 1969) es un director de orquesta, flautista y musicólogo español.

## Biografía
Gustavo Sánchez comenzó sus primeros pasos en la música en Pilar de la Horadada (Alicante) de la mano de los profesores Mariana Baches, Víctor González Escolar y Antonio Vicente. Después cursó estudios de Flauta Travesera con Juan Francisco Cayuelas y Composición con Manuel Seco de Arpe en el Conservatorio Superior de Murcia (1979-1991) tras los cuales estudió Dirección de Orquesta en el Conservatorio de Viena (1991-1996) con los profesores Reinhard Schwarz y Georg Mark. 
Posteriormente asistió a clases magistrales de dirección con Robert Lee y Raymond Harvey en Nueva York (1998) y con el maestro finlandés Jorma Panula en Helsinki (1998-1999); tuvo además la oportunidad de trabajar junto al director Alberto Zedda en algunas de sus producciones operísticas (2002).
Como flautista ha asistido a cursos de perfeccionamiento con Antonio Arias (1985), Istvan Matuz (1988), Kate Hill (1990), Robert Dick (1991), Aurèle Nicolet (1991) y William Bennet (1992).

### Director de orquesta y coro

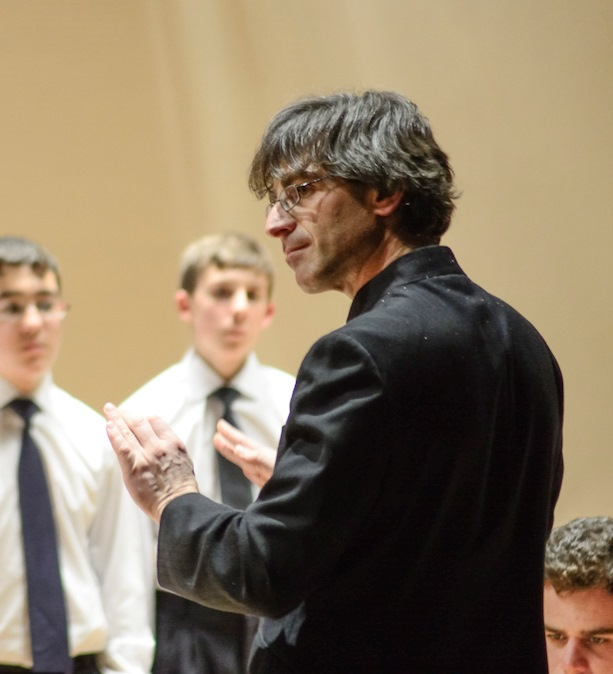
Gustavo Sánchez dirigiendo en el Auditorio Nacional de Madrid. Diciembre 2012. Foto: Carlos Manterola

Desde 1995 ha dirigido diversas orquestas como director invitado, entre las que destacan: Wiener Akademische Philharmonie, Vaasa City Orchestra, Moscow Symphony Orchestra, Orquesta Sinfónica de Murcia, Jove Orquestra de la Comunitat Valenciana, Orquesta Ciutat d’Elx, Orquesta de la University of Illinois at Chicago y Orquesta de la Florida International University (Miami).
Fue director del Orfeón Crevillentino entre 1998 y 2002, con numerosos conciertos y puestas en escena de ópera y zarzuela (Cavalleria rusticana, Lucia di Lammermoor, Bohemios, Katiuska, La Revoltosa…), con diversas actuaciones con solistas como la soprano Montserrat Caballé (Aspe, 2000).
De 2002 a 2016 estuvo al frente de la Escolanía de El Escorial, con la que llevó a cabo numerosas actuaciones dentro y fuera de España (Alemania, Italia, Panamá…), tanto en concierto como para radio y televisión, y un total de siete discos publicados.

### Agrupaciones musicales
Es director y fundador de la Camerata Antonio Soler desde sus inicios (2012), siendo la orquesta residente del Curso Internacional de Dirección de Orquesta “El Escorial”, que organiza cada verano junto a los profesores finlandeses Jorma Panula y Atso Almila. Con esta agrupación ha actuado en diversas ocasiones en el Auditorio Nacional de Madrid, Auditorio 400 del Museo Reina Sofía, Auditorio del Escorial, Teatro Real Coliseo de Carlos III (San Lorenzo de El Escorial), en Portugal y en Estados Unidos.
Su actividad de recuperación musical le ha llevado a interpretar en diversos auditorios a compositores del siglo XVIII poco conocidos, como Gaetano Brunetti; y también obras de autores españoles del siglo XX (Bacarisse, Moreno-Buendía y Rodríguez Albert) escasamente interpretadas. Cabe destacar el reciente Estreno Absoluto en Miami (4 de noviembre de 2023) con la Orquesta de la Florida International University de la zarzuela La ruta de Don Quijote, música de Rafael Rodríguez Albert y libreto de Javier de Burgos y Rizzoli, Alfonso Hernández-Catá y Joaquín Candela Ardid. La obra fue compuesta en 1930, pero nunca estrenada hasta nuestros días.
Con motivo del International Jazz Day Madrid 2021 y del fallecimiento de Claude Bolling, Gustavo Sánchez fundó en abril de 2021 la Soler Camerata Jazz, conjunto para flauta y trío de jazz (piano, batería y contrabajo) que se ha especializado en la fusión de música clásica y jazz.

### Actividad investigadora
Su labor de recuperación del patrimonio musical histórico español le ha llevado a la grabación de diez discos con sinfonías, arias y villancicos de Brunetti, Boccherini, Durón, Literes, José de Torres y Antonio Soler. Su primer CD (Gaetano Brunetti. Sinfonías) fue seleccionado entre los “TOP 10 RECENT RELEASES” por la revista Allegro Classical (2015) (1).
Habitualmente, el modo de trabajo de Gustavo Sánchez es la realización completa del proceso recuperación de las obras desde el primer paso, que consiste en la transcripción y edición de la partitura a partir de los manuscritos originales.
En la actualidad continúa desarrollando su actividad en el campo de la investigación musical, habiendo publicado numerosos artículos y libros. En 2009 obtuvo el grado de doctor en la Universidad Autónoma de Madrid, con la tesis La música en el monasterio del Escorial durante la estancia de los Jerónimos: Los niños del Colegio-Seminario (1567-1837), bajo la dirección de la Dra. Begoña Lolo. Entre 2008 y 2023 ha ejercido como profesor en el Departamento de Música de dicha universidad.

### Premios y distinciones
En 2022 ha recibido del Presidente de Finlandia la medalla de Caballero de la Orden de la Rosa Blanca de Finlandia por su labor en la difusión y fomento de la cultura y música finlandesa (2). El acto de entrega tuvo lugar el pasado 2 de febrero de 2023 y fue presidido por Sari Rautio, Embajadora de Finlandia en España (3)

## Discografía
- Antonio Soler. Villancicos 1769. GLOSSA, 2005. Lyra Baroque Orchestra, Escolanía del Escorial, María José Álvarez, Raquel Andueza, Jordi Domènech y Jacques Ogg (director). Director secundario

- ... y en dulce batalla. DIES, 2006. Escolanía del Escorial. Director principal.

- Christmas-Noël-Weihnacht-Navidad. DIES, 2007. Escolanía del Escorial. Director principal

- Ninghe. Duérmete. DIES, 2007. Escolanía del Escorial. Director principal

- Miserere. Hilarión Eslava. DEUTSCHE GRAMOPHON, 2008. Real Orquesta Sinfónica de Sevilla, Coro de la Asociación de Amigos del Teatro de la Maestranza, Escolanía del Escorial, José Bros, Flavio Oliver, Carlos Álvarez y Luis Izquierdo (director). Director secundario.

- Festejo de Navidad. HAWORK STUDIO, 2012. Escolanía del Escorial. Director principal.

- Cantares. LINDORO, 2015. Escolanía del Escorial. Director principal (4)

- Gaetano Brunetti (1744-1798). Sinfonías. LINDORO, 2014. Camerata Antonio Soler. Director principal (5)

- Arias & Escenas. Luigi Boccherini. Gaetano Brunetti. LINDORO, 2015. Camerata Antonio Soler. Soprano solista: Jelena Banković. Director principal (6)

- Gaetano Brunetti (1744-1798). Sinfonías II. LINDORO, 2016. Camerata Antonio Soler. Violines solistas: Lina Tur Bonet e Ignacio Ramal. Director principal (7)

- Antonio Soler (1729-1783). Villancicos a San Lorenzo. TEMPLANTE-CMBK, 2017. Camerata Antonio Soler. Coro Padre Antonio Soler. Sopranos: Manon Chauvin y Patricia Paz. Contralto: Miren Astuy. Tenor: Fran Braojos. Barítono: Enrique Sánchez-Ramos. Director principal (8)

- Gaetano Brunetti (1744-1798). Sinfonías vol. 3. TEMPLANTE-CMBK, 2019. Camerata Antonio Soler. Director principal

- Gaetano Brunetti (1744-1798). Sinfonías vol. 4. TEMPLANTE-CMBK, 2020. Camerata Antonio Soler. Director principal (9) (10)

- Gaetano Brunetti (1744-1798). Sinfonías vol. 5. TEMPLANTE-CMBK, 2022. Camerata Antonio Soler. Director principal (11) (12)
- Gaetano Brunetti (1744-1798). Sinfonías vol. 6. TEMPLANTE-CMBK, 2022. Camerata Antonio Soler. Director principal (13)
- Gaetano Brunetti (1744-1798). Sinfonías vol. 7. TEMPLANTE-CMBK, 2023. Camerata Antonio Soler. Director principal
- Gaetano Brunetti (1744-1798). Sinfonías vol. 8. TEMPLANTE-CMBK, 2023. Camerata Antonio Soler. Director principal
- Cristal apacible. Cantadas y tonadas de Durón, Literes y Torres. TEMPLANTE-CMBK, 2024. Soprano: Manon Chauvin. Camerata Antonio Soler. Director principal
- Antonio Soler (1729-1783). Super flumina Babylonis. TEMPLANTE-CMBK, 2024. Camerata Antonio Soler. Sopranos: Delia Agúndez y Manon Chauvin. Contralto: Gabriel Díaz. Tenores: David Trillo y Fran Braojos. Director principal (14)
- Gaetano Brunetti (1744-1798). Sinfonías vol. 9. TEMPLANTE-CMBK, 2025. Camerata Antonio Soler. Director principal
- Gaetano Brunetti (1744-1798). Sinfonías vol. 10. TEMPLANTE-CMBK, 2025. Camerata Antonio Soler. Director principal

## Publicaciones (Libros)
- El Monasterio del Escorial en la “Cámara de Castilla”. Cartas y otros documentos (1566-1579), San Lorenzo del Escorial, EDES, 2007. ISBN: 978-84-89788-66-4

- Anécdotas de El Escorial 2. El lado humano del claustro, San Lorenzo del Escorial, EDES, 2009. ISBN: 978-84-89788-79-4

- La música en el monasterio del Escorial durante la estancia de los jerónimos: Los niños del Seminario (1567-1837), Madrid, Servicio de Publicaciones de la Universidad Autónoma de Madrid, 2015. ISBN: 978-84-8344-464-1

- Música y músicos en el monasterio jerónimo de San Isidoro del Campo (1568-1835), Centro de Documentación Musical de Andalucía, Sevilla, 2017. Edición digital: ISBN 978-84-9959-245-9 (15)

- El Monasterio de El Escorial. Curiosidades, anécdotas y misterios, Madrid, Ediciones La Librería, 2018. ISBN: 978-84-9873-371-6

- Noticias musicales en los Libros de Actas de los Capítulos Generales de la orden jerónima (siglos XV-XIX), San Lorenzo de El Escorial, Instituto Escurialense de Investigaciones Históricas y Artísticas, 2018. ISBN: 978-84-09-03169-6

- Luigi Boccherini: Dos versiones de Ines de Castro, Madrid, Asociación Luigi Boccherini – Editorial Arpegio, 2018. ISMN: 979-0-9013183-7-3